# Szczęki gardłowe

Szczęki gardłowe mureny

Szczęki gardłowe – drugi aparat szczękowy znajdujący się w gardle, odrębny od tego związanego z ustami. Uważa się, że pochodzą ze zmodyfikowanych łuków skrzelowych, podobnie jak aparat szczękowy w jamie ustnej.
Szczęki gardłowe występują u około 30 000 gatunków ryb. U wielu z nich występują na nich zęby. Szczególnym przykładem są murenowate. U murenowatych szczęki gardłowe są bardziej ruchome niż u innych ryb. Może się to wiązać z tym, że mureny nie są zdolne do połykania tak, jak robią to inne ryby, a więc przez zasysanie do jamy ustnej, być może z powodu ich niszy ekologicznej – żyją w jamach. Zamiast tego murena łapie zdobycz, gryząc ją najpierw zwyczajnym aparatem szczękowym. Zaraz po tym wysuwa swe szczęki gardłowe do przodu i gryzie nimi zdobycz, chwytając ją mocniej. Następnie szczęki gardłowe mureny cofają się, wciągając zdobycz do przełyku mureny, dzięki czemu może ona zostać połknięta.
Inny znany przykład występowania szczęk gardłowych to pielęgnicowate. Ich szczęki gardłowe uległy znacznej specjalizacji do radzenia sobie ze zdobyczą i mogły przyczynić się do tego, że pielęgnicowate należą do najbardziej zróżnicowanych rodzin kręgowców. Jednak późniejsze badania pielęgnicowatych z Jeziora Wiktorii sugerują, że cecha ta ma również wady: zmniejsza zdolność do szybkiego połykania zdobyczy i przez to może utrudniać konkurowanie z innymi drapieżnikami.

## W kulturze
Szczęki gardłowe o wielkiej ruchomości odkryli w 2007 u murenowatych naukowcy z University of California, Davis. Jednakże już prawie trzy dekady wcześniej (w 1979) w drugi, ruchomy aparat szczękowy wyposażono ksenomorf z serii o Obcym. Używał on go do atakowania zdobyczy. Znano już wówczas szczęki gardłowe u innych ryb, opisane przez naukowców w latach 60., jednak nie były one tak ruchome.